# Василиадис, Василиос
Василиос Василиадис (греч. Βασίλειος Βασιλειάδης; 1920, Руан, Франция — 25 марта 1945) — греческий лётчик Второй мировой войны. Служил добровольцем в британской королевской авиации. Дослужился до звания майора RAF, одержал 11 личных побед, был награждён крестом DFC (Distinguished Flying Cross) и медалью DFM (Distinguished Flying Medal).

## Биография
Василиадис родился в городе Руан, Франция, в доме своей матери, но с младенческого возраста жил на острове Хиос, Греция, со своими родителями: Михаил Василиадис и Августина Василиади-Бракейг. Семья была богатой — отец был судовладельцем.
Окончив начальную школу на Хиосе, Василиадис продолжил учёбу в морском училище на острове Идра, с целью продолжить морскую традицию семьи.
В начале Второй мировой войны Василиадис оказался в учебном рейсе в Средиземном море. По возвращении отец отправил его в Англию на учёбу. В разгар войны, 13 октября 1942 года Василиадис ушёл добровольцем в королевскую авиацию.
Прошёл обучение на самолётах Spitfire тип Mk.V и Mk.IX и в 1942 году был зачислен в 19-ю эскадрилью RAF, которая к этому времени стала получать самолёты Mustang Mk.III.
Основными задачами были атаки против германских баз в Нормандии и Бретани, во Франции. Одержав 6 и 1/2 побед, Василиадис получил своё первое отличие (26 июля 1944 года) и звание капитана авиации, летая на самолёте QV-D с серийным номером FB201.
В 1944 году его эскадрилья поддерживала высадку союзников в Нормандии (D-Day).
В дальнейшем, во время налёта на мосты на реке Сена, южнее города Руэн, с целью отрезать отход немцев из Нормандии к Парижу, самолёт Василиадиса Mustang QV-V FB116 был сбит над лесом местечка Сен-Пьер-лез-Эльбёф (фр. Saint-Pierre-lès-Elbeuf). Василиадис нашёл убежище у участников французского сопротивления и сумел даже навестить свою бабушку в оккупированном ещё Руэне.
Вскоре американские войска пришли в регион где скрывался Василиадис и он вернулся в британскую авиацию, в 3-ю эскадрилью RAF. Здесь он служил под командованием майора авиации, французского добровольца Пьера Анри Клостермана, благодаря которому и его книге «Большой цирк» имя Василиалиса получило широкую известность.
Перед рождеством 1944 года, эскадрилья Василиадиса была переведена в освобождённую Голландию, в Фолкел и стала получать новые Hawker Tempest для налётов на вражеские коммуникации и отражения Фокке-Вульфов (Fw.190-D) и Мессершмитов (Me.262). В этот период Василиадис одержал ещё 5 побед и получил своё второе отличие и звание майора авиации.
25 марта 1945 года Василиадис повёл свою эскадрилью над городом Бохольд, восточнее Мюнстера в налёт на колонну грузовиков. Из-за плотного противовоздушного огня лётчики не решались атаковать и Василиадис решил личным примером увлечь их. В первый раз он прошёл через огневой заслон не получив и повреждения, но видя нерешительность своих лётчиков он пошёл во второй раз в атаку на своём Tempest, JF-A, EJ755. На это раз самолёт взорвался в воздухе.
Только после освобождения Греции, в феврале 1945 года, отец Василиадиса получил известие о своём сыне: сначала радостную новость о том что он служил в RAF, но затем сразу после этого известие о его гибели.
Поскольку его тело не было найдено, его имя было выгравировано на памятнике Сообщества в Runnymede, возле Виндсора. Василиадис — греческий лётчик с наибольшим числом побед чьё имя написано на не-греческом памятнике.
Его отец-судовладелец дал одному из своих торговых судов типа Либерти имя «Майор авиации Василиадис».